# パンク (パチンコ)
パンクとは、パチンコのデジパチ機や権利物機・羽根モノ機やパチスロ（主に4号機）において、大当たりが消化途中に終わってしまう現象を言う。
大当たり中、特入賞口に再度入賞して閉じる機種（権利物等）では、交通事故の「追突」から「オカマ」とも言う。

## パンクの原因

### パチンコ
デジパチ
かつて規則上大当たりの継続は、1ラウンド中、玉が30秒又は10発以内（機種によって若干異なる）に1発以上アタッカー内部にある「Vゾーン」と言われる大当たり継続入賞口に入賞しなければ、大当たりが終了するようになっていた（この「Vゾーン」はアタッカー内部にある左右2箇所の穴のいずれかで、そこに1発以上入賞すれば自動的にシャッターが作動するなどして、そのラウンド中ではそれ以上玉がVゾーンに入らないようになっていた）。このため、ラウンド中に玉がVゾーンに入賞すれば、液晶画面に「V」マークを表示されることで、大当たりが継続することを告知させていた。しかし、2004年の規則改正でVゾーンの設置が不要となったことから、それ以降に登場した機種はVゾーンを設けていない為、まずパンクにならない（玉がアタッカーに入賞しなくても、最終ラウンドまで継続する）ようになっている。ただ『CR009 RE:CYBORG』や『CR真・花の慶次』といったニューギンの一部機種などでVゾーンを設けている機種も稀に存在する。
羽根モノ
デジパチ同様に、規則改正以降はほとんどの機種にVゾーンが設けられておらず、『CRイヤミのここで一発』（DAIICHI）など現在の機種では指定されたラウンドまで必ず継続するようになった。それまでは、18回（1回あたり1秒程度）の羽根の開放の間に10発を入賞させ、そのうち1発以上を「Vゾーン」と言われる大当たり継続入賞口に入賞しなければ、大当たりが終了するようになっていた。但し、規則改正以降にも『CRはね物マジンガーZ』（奥村遊機）や『CRドッカンレックス』（SANKYO）等、一部の機種にはVゾーンが設けられている。
権利物
デジパチや羽根モノとは異なり、権利獲得後の大当たり中にはパンクにならない仕組みになっている。しかし権利物は名前の通り、大当たり直後に大当たり権利を得るために権利獲得口に玉を入賞させる必要がある。そのためこの権利獲得口に玉が入賞しないと、大当たりは出玉なしで即終了してしまうので、この現象をパンクと呼んでいる。現行機種での一例として、CR42.195キロ（奥村遊機）では大当たり直後に右打ちをしないと、パンクすることになっている。この現象は通常に遊技している分には起こらないようになっている機種が大半であるが、羽根モノのような遊技性を実現するために、『パオパオシャワー』（DAIICHI）など意図的に権利発生中であっても役物内に玉が導かれるような構成になっている機種も複数存在する。

### パチスロ
4号機のパチスロ（A・Bタイプ）においては、ビッグボーナス中に一定のゲーム数を消化するか一定回数ボーナスゲーム（レギュラーボーナス）に突入するとボーナス終了となるが、規定回数ボーナスゲームに突入する前にゲーム数消化によりビッグボーナスが終了してしまうことをパンクと呼ぶ。
原因としては純粋にボーナスゲーム突入のためのフラグが成立しない場合に加え、リプレイはずしによりボーナスゲーム突入を回避した結果として起こるのが一般的である。
一部の機種では純粋にボーナスゲーム突入のフラグが成立しないことによるパンクに特別な意味を持たせており、例えば『吉宗』（大都技研）ではパンクによりビッグボーナスの1G連チャンが確定するほか（パンクの状態により最大3連チャンまで確定する可能性がある）、『押忍!番長』（大都技研）では青7（1G連チャンの確率が高い）によるビッグボーナス1G連チャンが確定する。
またボーナスのパンク以外にも、リプレイタイム（RT）やアシストタイム（AT）があらかじめ定められたゲーム数未満で終了してしまうこともパンクと呼ぶ。5号機ではリプパンはずしと呼ばれる技術介入手法も生まれている。